# Sam & Dave (album)
| Recensione | Giudizio |
| ---------- | -------- |
| AllMusic   | [ 1 ]    |

Sam & Dave è una raccolta del duo soul Sam & Dave, pubblicato dall'etichetta discografica Roulette Records nel 1966.
In seguito al successo dell'album Hold On, I'm Comin' (e dell'omonima canzone), la Roulette Records pubblicò quest'album, si tratta di una raccolta di singoli usciti nei primi anni sessanta (1962 e 1963) quando i due cantanti erano sotto contratto della citata label.

## Tracce
Lato A
1. It Feels so Nice – 2:04 (Pearl Woods, Freddy Johnson, Leroy Kirkland) – Singolo Roulette Records #4461 - Lato B (1962)
2. I Got a Thing Going On – 2:40 (Jack Corbett) – Singolo Roulette Records #4533 - Lato B (1963)
3. My Love Belongs to You – 2:18 (Dave Prater, Sam Moore) – Singolo Roulette Records #4445 - Lato B (1962)
4. Listening for My Name – 2:25 (Beatrice Taylor, Johnny Roberts) – Singolo Roulette Records #4508 - Lato B (1963)
5. No More Pain – 2:30 (Steve Alaimo) – Singolo Roulette Records #4445 - Lato A (1962)
6. I Found Out – 2:10 (Steve Alaimo) – Singolo Roulette Records #4533 - Lato A (1963)

Lato B
1. It Was so Nice While It Lasted – 2:47 (Billy Nash) – Singolo Roulette Records #4480 - Lato A (1963)
2. You Ain't No Big Thing Baby – 2:25 (Henry Glover, Morris Levy) – Singolo Roulette Records #4480 - Lato B (1963)
3. I Need Love – 2:26 (Dave Prater, Sam Moore) – Singolo Roulette Records #4419 - Lato A (1962)
4. She's Alright – 2:18 (Henry Glover, Mayme Watts, Morris Levy) – Singolo Roulette Records #4461 - Lato A (1962)
5. Keep A-Walkin' – 1:57 (Elgin Evans, Steve Alaimo) – Singolo Roulette Records #4419 - Lato B (1962)
6. If She'll Still Have Me – 2:47 (Beatrice Taylor, Johnny Roberts) – Singolo Roulette Records #4508 - Lato A (1963)

## Musicisti
- Sam Moore - voce
- Dave Prater - voce
- Henry Glover - produttore